# مكتب الاستخبارات الوطنية
مكتب الاستخبارات الوطنية Office of National Intelligence (ONI) هي وكالة استخبارات أسترالية قانونية مسؤولة عن تقديم المشورة لرئيس الوزراء ولجنة الأمن القومي، وإنتاج تقييمات استخباراتية من جميع المصادر، والتطوير الاستراتيجي وإدارة المؤسسات لمجتمع الاستخبارات الوطني. مكتب الاستخبارات الوطنية مسؤول بشكل مباشر أمام رئيس وزراء أستراليا كوكالة تابعة لوزارة رئيس الوزراء ومجلس الوزراء. يعتبر مكتب الاستخبارات الوطنية هو المقابل الأسترالي لمكتب مدير الاستخبارات الوطنية في الولايات المتحدة ومنظمة الاستخبارات المشتركة في المملكة المتحدة.

## تاريخها

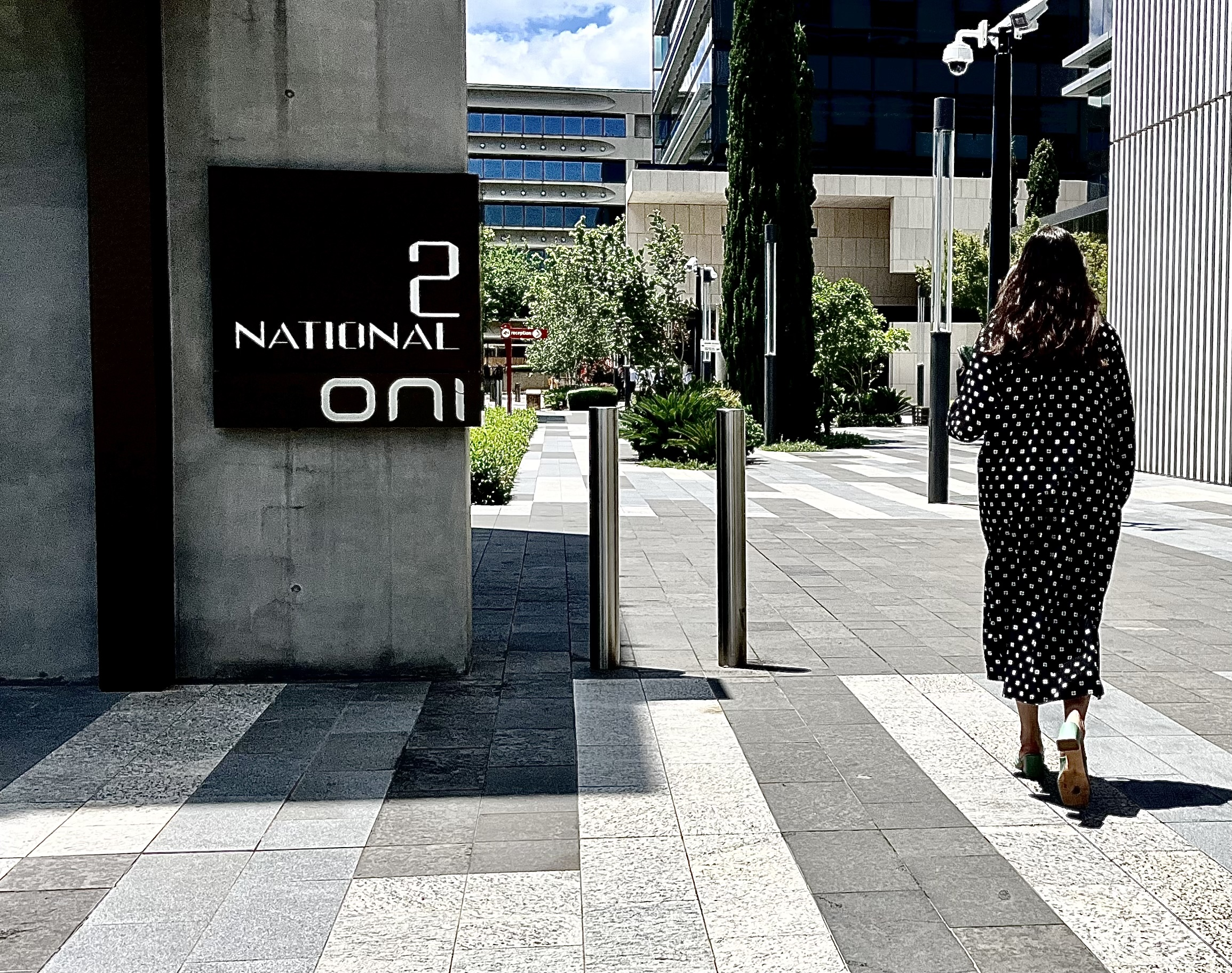
يقع مكتب الاستخبارات الوطنية في مبنى الأمل، في الدائرة الوطنية في إقليم العاصمة الأسترالية.

نشأت أصول مكتب الاستخبارات الوطنية من توصيات اللجنة الملكية للاستخبارات والأمن (المعروفة أيضًا باسم لجنة الأمل الأول) التي أنشأها رئيس الوزراء الأسترالي جوف ويتلام في 21 أغسطس 1974 برئاسة القاضي روبرت مارسدن هوب، لتشكيل وكالة مستقلة لتقديم تقييمات استخباراتية بشأن القضايا السياسية والاستراتيجية والاقتصادية مباشرة إلى رئيس الوزراء. قدمت اللجنة تقريرها عام 1977 إلى الحكومة الأسترالية برئاسة مالكولم فريزر، وتم تقديم أربعة من تقاريرها الثمانية إلى البرلمان.
أُنشئ مكتب الاستخبارات الوطنية بموجب قانون مكتب التقييمات الوطنية لعام 1977، الذي كفل استقلاله القانوني عن الحكومة. بدأ المكتب عملياته في 20 فبراير 1978، متولىً دور منظمة الاستخبارات المشتركة في تقييم الاستخبارات الخارجية. واحتفظت منظمة الاستخبارات المشتركة بدورها في تقييم الاستخبارات الدفاعية حتى أُعيد هيكلتها لتصبح منظمة الاستخبارات الدفاعية عام 1990.
أعلن رئيس الوزراء مالكولم تورنبول عن تشكيل مكتب الاستخبارات الوطنية في 18 يوليو 2017 بما يتماشى مع توصيات المراجعة المستقلة لعام 2017 لمجتمع الاستخبارات الأسترالي بقيادة مايكل ليسترانج وستيفن ميرشانت. ويندرج مكتب الاستخبارات الوطنية تحت مكتب التقييمات الوطنية، بمرافقه في مبنى روبرت مارسدن هوب. ويشمل الدور الموسع للوكالة التطوير الاستراتيجي وإدارة المؤسسات لمجتمع الاستخبارات الوطنية. في 1 ديسمبر 2017، أعلن رئيس الوزراء مالكولم تورنبول أن نيك وارنر، المدير العام لجهاز الاستخبارات السرية الأسترالي آنذاك ووزير الدفاع السابق، سيشغل منصب المدير العام لمكتب الاستخبارات الوطنية. تم تأسيس مكتب الاستخبارات الوطنية رسميًا في 20 ديسمبر 2018.

## المهام
تشير توصيات مراجعة الاستخبارات المستقلة لعام 2017 إلى أن مكتب الاستخبارات الوطنية سيعمل كوكالة استشارية رئيسية لرئيس الوزراء بشأن المسائل الاستخباراتية مع مسؤوليات جديدة وموسعة من مكتب التقييمات الوطنية بما في ذلك:
- عقد اجتماعات ورئاسة لجنة تنسيق الاستخبارات الوطنية ومجلس تكامل الاستخبارات المقترح؛
- اقتراح إنشاء مجلس استشاري للعلوم والتكنولوجيا لمجتمع الاستخبارات الوطني، وصندوق ابتكار مجتمع الاستخبارات الوطني، ومركز ابتكار مجتمع الاستخبارات الوطني، وصندوق القدرات المشتركة؛
- إعداد تقييمات وطنية شاملة وتقييمات استخباراتية أجنبية استراتيجية؛
- تحديد أولويات الاستخبارات الوطنية لدعم عملية صنع السياسات الحكومية؛
- الإشراف على تقييمات أداء مجتمع الاستخبارات الأسترالي ؛
- تنسيق القدرات المشتركة والخدمات المشتركة عبر مجتمع الاستخبارات الوطني؛
- إعداد خطة استثمارية للقدرات الاستخباراتية لفترة التقديرات المستقبلية ؛
- تنسيق علاقات الاتصال الاستخباراتية الدولية؛ و
- وضع معايير على مستوى المجتمع للأمن والحرفية التحليلية وتكنولوجيا المعلومات والاتصالات.

## روابط خارجية
- مكتب الاستخبارات الوطنية
- المراجعة المستقلة لعام 2017 لمجتمع الاستخبارات الأسترالي